# ميغيل فريتاس
ميغيل فريتاس هو سائق سباق برتغالي، ولد في 2 مارس 1984.

## روابط خارجية
- ميغيل فريتاس على موقع DriverDB.com (الإنجليزية)